# 阿列日河
阿列日河（法語：Ariège，法語發音：[aʁjɛʒ] ⓘ）是法国和安道尔的河流，发源于比利牛斯山脉，最终在加龙河畔波尔泰注入加龙河，全长162.9公里。